# Ricciardo és Zoraida
A Ricciardo és Zoraida (olaszul: Ricciardo e Zoraide) Gioachino Rossini operája (dramma [dráma]) két felvonásban, nyolc képben. Librettóját Francesco Berio de Salsa márki írta Niccolò Forteguerri Il Ricciardetto című eposza alapján. Ősbemutatója 1818. december 3-án volt a nápolyi San Carlo operaházban.

## Szereplők
| Szereplő                          | Hangfekvés   |
| --------------------------------- | ------------ |
| Agorante, Núbia királya           | tenor        |
| Zomira, a felesége                | alt          |
| Zamorre, Agorante bizalmasa       | tenor        |
| Elmira, Zomira bizalmasa          | mezzoszoprán |
| Ircano, núbiai herceg             | basszus      |
| Zoraida, Ircano lánya             | szoprán      |
| Ricciardo, keresztény lovag       | tenor        |
| Fatima, Zoraida bizalmasa         | mezzoszoprán |
| Ernesto, Ricciardo barátja, lovag | tenor        |

## Cselekmény
Hely: Dongola, Núbia fővárosa
Idő: a keresztes háborúk idején
A cselekmény kevésbé bonyolult és Zoraide, Ircano herceg lánya és Ricciardo, egy kereszteslovag szerelme köré épült. Egybekelésüknek egyetlen akadálya Agorante, Núbia királya, aki félreállítja az udvarból a herceget, mivel hőn szerelmes a lányba. Ezáltal kivívja feleségének, Zomirának a haragját is. Az intrikák és titkos találkozások eredményeként a felszarvazott Agorante végül elfogatja Ricciardót és Ircanót is, és a felszólítja a leányt, hogy válasszon, melyik férfit menti meg a biztos haláltól. A helyzetet végül a váratlanul betörő kereszteslovagok oldják meg. Ricciardo megkéri Zoraide kezét és mindketten megkegyelmeznek az ellenük áskálódó Agoranténak.

## Híres áriák
- Minacci pur: disprezzo quel suo fluror (első felvonás)
- Or di regnar per voi (első felvonás)
- Cessi omai quel tuo rigore (első felvonás)
- Confusa, smarrita (első felvonás)
- Donala a questo core (második felvonás)
- Come potro reprimare (második felvonás)

## Diszkográfia
- Bruce Ford (Agorante), Nelly Miriciou (Zoraide), William Matteuzzi (Ricciardo), Alastair Miles (Ircano) stb.; Geoffrey Mitchell Énekkara, St Martin in the Fields Kamarazenekar, vezényel: David Parry (1995) Opera Rara ORC 14 (az opera első felvétele)
- Randall Bills (Agorante), Alessandra Marianelli (Zoraide), Makszim Vjacseszlavovics Mironov (Ricciardo), Nahuel Di Pierro (Ircano) stb.; Poznańi Camerata Bach Kórus, Virtuosi Brunensis, vezényel: José Miguel Pérez-Sierra (élő felvétel, Bad Wildbad, Trinkhalle, 2013. július 15–20.) Naxos 8.660419–21